# Barbara Beekmann
Barbara Beekmann (* 14. Dezember 1942 in Steinheid) ist eine deutsche Autorin.

## Leben
Barbara Beekmann wurde 1942 auf den Höhen des Thüringer Schiefergebirges in Steinheid geboren. Sie wuchs in verschiedenen Stationen in Thüringen auf, lebte aber seit ihrer frühen Jugend im thüringischen Saaletal in Zeutsch.
Sie lernte Buchhändlerin in Rudolstadt und Leipzig und studierte Philosophie an der Friedrich-Schiller-Universität in Jena.
Nach der politischen Wende 1989/90 gewählt, war sie lange Zeit Bürgermeisterin der Gemeinde Zeutsch. Sie ist dort im Barock-Verein „Christiane Eleonore von Zeutsch“ aktiv und lebt seit 2015 in Leipzig. Darüber hinaus ist sie Gründungsmitglied des Fördervereins „Schallhaus und Schlossgarten e. V.“ und Mitglied im Heimatverein Mölkau. Sie arbeitet im Text-Atelier Leipzig (früher Autorenstammtisch Leipzig) mit.
Sie ist verheiratet und hat zwei erwachsene Kinder.

## Veröffentlichungen
- Barbara Beekmann: Luise. epubli, Berlin 2017, ISBN 978-3-7450-0901-9.
- Barbara Beekmann: Lügen sind die Kinder der Angst. Hein-Verlag, Ostrau 2017, ISBN 978-3-944828-26-8.
- Barbara Beekmann: Auguste Luise. Oeverbos Verlag, Remagen 2018, ISBN 978-3-947141-21-0.
- Barbara Beekmann: Er war doch nur ein Frosch. Oeverbos Verlag, Remagen 2019, ISBN 978-3-947141-04-3.
- Barbara Beekmann: Was willst du in Amerika? Oeverbos Verlag, Remagen 2019, ISBN 978-3-947141-18-0.
- Barbara Beekmann: Vater, ich finde dich. Oeverbos Verlag, Remagen 2020, ISBN 978-3-947141-29-6.
- Barbara Beekmann: Woher kommt diese Anna? Oeverbos Verlag, Remagen 2021, ISBN 978-3-947141-43-2.
- Barbara Beekmann, Steffen Mücke: Was ist, was hat schon Zeutsch? Oeverbos Verlag, Remagen 2022, ISBN 978-3-947141-63-0.
- Barbara Beekmann: Kleider in meiner Erinnerung. In: Text-Atelier Leipzig (Hrsg.): Die Zeit fällt aus dem Kleiderschrank. Andrea Hahnfeld, Leipzig 2022, ISBN 978-3-949301-19-3.
- Das Geheimnis des moosgrünen Sofas,  Verlag Oeverbos, Leipzig, 2024, ISBN 978-3-947141-97-5